# Shu Hiramatsu
Shu Hiramatsu (平松 宗 Hiramatsu Shu?), född 20 november 1992 i Niigata prefektur, är en japansk fotbollsspelare.
Hiramatsu började sin karriär 2015 i Albirex Niigata. Efter Albirex Niigata spelade han för Mito HollyHock, V-Varen Nagasaki och Kataller Toyama.